# Huang Xing
Huang Xing ou Huang Hsing ( em Chinês tradicional:黃興; Chinês simplificado 黄兴; Changsha, 25 de outubro de 1874 – Xangai, 31 de outubro de 1916) foi um líder revolucionário chinês, militar, estadista, e o primeiro Comandante-em-chefe da República da China, foi um dos fundadores do Kuomintang, foi um dos principais integrantes da Revolução Xinhai e um dos pais da República da China junto com Sun Yat-sen. Eles eram conhecidos como  Sun-Huang durante a Revolução Xinhai, Ele também era conhecido como "General dos oito dedos" devido a seus ferimentos durante a Revolução Xinhai. Huang Xing faleceu em 31 de Outubro de 1916, durante seu exílio com Sun Yat-sen no Japão. Seu túmulo está no monte Yuelu, em Changsha, Hunan, China.

## Na cultura popular
Huang Xing é retratado por Jackie Chan no filme 1911, lançado em 2011 no aniversário de 100 anos do Levantamento de Wuchang.